# Cypseloides storeri
Cypseloides storeri là một loài chim trong họ Apodidae.